# Isòtops del clor
El clor (Cl) té isòtops amb un nombre màssic que varia des de 32 g mol−1 a 40 g mol−1. Hi ha dos isòtops estables principals, 35Cl (75,77%) i 37Cl (24,23%), que es troben en les proporcions relatives de 3:1 respectivament, donant a l'àtom de clor un pes atòmic aparent de 35.5.

Massa atòmica estàndard: 35.453(2) u

## Clor-36 (36Cl)
Hi ha traces de Tr36Cl radioactiu a l'ambient, en una ràtio de 7·10−13 a 1 amb els isòtops estables. 36Cl es produeix en l'atmosfera per espal·lació de l' 36Ar mitjançant interaccions amb protons de raigs còsmics. En el medi subterrani, el 36Cl es genera principalment com a resultat de la captura neutrònica pel 35Cl o la captura muònica pel 40Ca. El36Cl es desintegra en 36S i en 36Ar, amb un període de semidesintegració combinat de 308.000 anys. El període de semidesintegració d'aquest isòtop no reactiu hidròfil el fa adient per la datació geològica un període entre 60.000 i 1 milió d'anys. A més, una gran quantitat de 36Cl es van produir per irradiació de l'aigua marina durant les detonacions atmosfèriques d'armes nuclears entre el 1952 i el 1958. El temps de permanència del 36Cl en l'atmosfera és al voltant d'una setmana.

## Taula
| Símbol del núclid | Z(p)                | N(n)                | Massa isotòpica (u) | Període de semidesintegració | Espín nuclear | Composició isotòpica representativa (fracció molar) | Rang de variació natural (fracció molar) |
| Símbol del núclid | Energia d'excitació | Energia d'excitació | Energia d'excitació | Període de semidesintegració | Espín nuclear | Composició isotòpica representativa (fracció molar) | Rang de variació natural (fracció molar) |
| ----------------- | ------------------- | ------------------- | ------------------- | ---------------------------- | ------------- | --------------------------------------------------- | ---------------------------------------- |
| 28Cl              | 17                  | 11                  | 28.02851(54)#       |                              | (1+)#         |                                                     |                                          |
| 29Cl              | 17                  | 12                  | 29.01411(21)#       | <20 ns                       | (3/2+)#       |                                                     |                                          |
| ³⁰Cl              | 17                  | 13                  | 30.00477(21)#       | <30 ns                       | (3+)#         |                                                     |                                          |
| 31Cl              | 17                  | 14                  | 30.99241(5)         | 150(25) ms                   | 3/2+          |                                                     |                                          |
| ³²Cl              | 17                  | 15                  | 31.985690(7)        | 298(1) ms                    | 1+            |                                                     |                                          |
| 33Cl              | 17                  | 16                  | 32.9774519(5)       | 2.511(3) s                   | 3/2+          |                                                     |                                          |
| 34Cl              | 17                  | 17                  | 33.97376282(19)     | 1.5264(14) s                 | 0+            |                                                     |                                          |
| 34mCl             | 146.36(3) keV       | 146.36(3) keV       | 146.36(3) keV       | 32.00(4) min                 | 3+            |                                                     |                                          |
| 35Cl              | 17                  | 18                  | 34.96885268(4)      | ESTABLE                      | 3/2+          | 0.7576(10)                                          | 0.75644-0.75923                          |
| 36Cl              | 17                  | 19                  | 35.96830698(8)      | 3.01(2)E+5 a                 | 2+            |                                                     |                                          |
| 37Cl              | 17                  | 20                  | 36.96590259(5)      | ESTABLE                      | 3/2+          | 0.2424(10)                                          | 0.24077-0.24356                          |
| 38Cl              | 17                  | 21                  | 37.96801043(10)     | 37.24(5) min                 | 2-            |                                                     |                                          |
| 38mCl             | 671.361(8) keV      | 671.361(8) keV      | 671.361(8) keV      | 715(3) ms                    | 5-            |                                                     |                                          |
| 39Cl              | 17                  | 22                  | 38.9680082(19)      | 55.6(2) min                  | 3/2+          |                                                     |                                          |
| 40Cl              | 17                  | 23                  | 39.97042(3)         | 1.35(2) min                  | 2-            |                                                     |                                          |
| 41Cl              | 17                  | 24                  | 40.97068(7)         | 38.4(8) s                    | (1/2+,3/2+)   |                                                     |                                          |
| 42Cl              | 17                  | 25                  | 41.97325(15)        | 6.8(3) s                     |               |                                                     |                                          |
| 43Cl              | 17                  | 26                  | 42.97405(17)        | 3.07(7) s                    | 3/2+#         |                                                     |                                          |
| 44Cl              | 17                  | 27                  | 43.97828(12)        | 0.56(11) s                   |               |                                                     |                                          |
| 45Cl              | 17                  | 28                  | 44.98029(13)        | 400(40) ms                   | 3/2+#         |                                                     |                                          |
| 46Cl              | 17                  | 29                  | 45.98421(77)        | 232(2) ms                    |               |                                                     |                                          |
| 47Cl              | 17                  | 30                  | 46.98871(64)#       | 101(6) ms                    | 3/2+#         |                                                     |                                          |
| 48Cl              | 17                  | 31                  | 47.99495(75)#       | 100# ms [>200 ns]            |               |                                                     |                                          |
| 49Cl              | 17                  | 32                  | 49.00032(86)#       | 50# ms [>200 ns]             | 3/2+#         |                                                     |                                          |
| 50Cl              | 17                  | 33                  | 50.00784(97)#       | 20# ms                       |               |                                                     |                                          |
| 51Cl              | 17                  | 34                  | 51.01449(107)#      | 2# ms [>200 ns]              | 3/2+#         |                                                     |                                          |